# Ever Carradine
Pour les articles homonymes, voir Famille Carradine.
Ever Carradine [ˈɛvɚ dɔn ˈkɛɹədiːn], née le 6 août 1974 à Hollywood, quartier de Los Angeles, est une actrice américaine.

## Biographie

### Vie privée
Elle est la petite-fille de l'acteur John Carradine et la fille de Robert Carradine et de Susan Snyder. Elle est aussi la nièce de Keith Carradine et de David Carradine, connu pour son rôle dans la série Kung Fu.
Elle est mariée à Coby Brown depuis le 1er octobre 2005.

## Filmographie

### Cinéma
- 1996 : Foxfire : Fille à l'imprimerie
- 1997 : Born Into Exile : Prostituée
- 1999 : Chicks : Vera
- 1999 : Une Fille qui a du chien (Lost & Found) : Ginger
- 2000 : Ropewalk : Melissa
- 2001 : Life Without Dick : Tina
- 2001 : Jay et Bob contre-attaquent : Mère de Jay
- 2001 : Bubble Boy : Lisa, la sœur de Mark
- 2002 : Couples : Beth
- 2002 : Robbing 'Hef : Candice
- 2003 : Mon boss, sa fille et moi : Julie
- 2004 : Dead and Breakfast : Sara
- 2005 : Constellation : Celeste Korngold
- 2005 : Lucky 13 : Gretchen
- 2006 : The Adventures of Beatle Boyin : Athena Klendon
- 2007 : La Voleuse de diamants (Cleaverville) : Grace (Rose)
- 2008 : The Madness of Jane : Jane

### Télévision

#### Séries télévisées
- 1996 : Diagnostic : Meurtre : Debbie (1 épisode)
- 1997 : The Sentinel : Greta (1 épisode)
- 1998 : La Vie à cinq : Rosalie
- 1998 : Conrad Bloom : Nina Bloom (1 épisode)
- 1998 : Les Dessous de Veronica : Pepper
- 2000 : Voilà ! : Gwen (1 épisode)
- 2000 : Nikki : Patti
- 2000 : Will et Grace : Pam (1 épisode)
- 2000 : Deuxième Chance (Once and Again) : Tiffany
- 2001 : Troisième planète après le Soleil : Cheryl (1 épisode)
- 2002 : Couples : Beth
- 2002 : Life Without Dick : Tina
- 2003 : Lucky : Theresa McWatt
- 2004 : Line of Fire : Kelly Sorenson (1 épisode)
- 2004 : Les Experts : Faye Minden (1 épisode)
- 2004 : Dr House : Karen Hartig (1 épisode)
- 2005 : Commander in Chief : Kelly Ludlow
- 2005 : Grey's Anatomy : Athena (1 épisode)
- 2006 : Men in Trees : Leçons de séduction : Liza Frist (2 épisodes)
- 2007 : Women's Murder Club : Heather Donnelly (2007)
- 2007 : New York, section criminelle : Jolene (1 épisode)
- 2008 : Eureka : Lexi Carter
- 2009 : 24 heures chrono : Erika, un agent du FBI (Saison 7)
- 2009 : Supernatural : Julia Wright (saison 5, épisode 06)
- 2010 : Castle : Mireille Lefcourt (saison 3, épisode 08)
- 2012 : The Finder : Agent Judy Green (saison 1, épisode 05)
- 2017 - 2025 : The Handmaid's Tale : Naomi Putnam
- 2018 : Runaways : Janet Stein

## Voix françaises
| - Vanina Pradier dans (les séries télévisées) : - Commander in Chief - Men in Trees : Leçons de séduction - New York, section criminelle - Women's Murder Club - Supernatural - Private Practice - Mentalist - Drop Dead Diva - Bones - Élisabeth Fargeot dans (les séries télévisées) : - Les Dessous de Veronica - Lucky - Rizzoli and Isles - Goliath - Marie Chevalot dans : - The Handmaid's Tale : La Servante écarlate (série télévisée) - Major Crimes (série télévisée) - Good Doctor (série télévisée) - All My Life - Pamela Ravassard dans (les séries télévisées) : - 24 Heures chrono - Shameless - Code Black | - Sybille Tureau dans (les séries télévisées) : - The Finder - Breakout Kings - Les Experts (2e voix) - Laura Préjean dans (les séries télévisées) : - Deuxième chance - Castle - Léa Gabrièle dans : - Mon boss, sa fille et moi - Will et Grace (série télévisée) Et aussi - Clara Borras dans The Sentinel (série télévisée) - Valérie Siclay dans La Vie à cinq (série télévisée) - Fily Keita dans Jay et Bob contre-attaquent - Laurence Sacquet dans Troisième planète après le Soleil (série télévisée) - Barbara Delsol dans Dr House (série télévisée) - Laëtitia Godès dans Les Experts (série télévisée, 1re voix) - Edwige Lemoine dans Grey's Anatomy (série télévisée) - Claire Guyot dans Eureka (série télévisée) - Nathalie Bleynie dans Backstrom (série télévisée) - Fabienne Loriaux dans Runaways (série télévisée) |